# Pic d’Ardiden
Pic d’Ardiden – szczyt w Pirenejach położony w południowej Francji, na terenie gminy Cauterets, w pobliżu granicy z Hiszpanią.